# Pionniers de Touraine 1997
Questa voce raccoglie le informazioni riguardanti i Pionniers de Touraine nelle competizioni ufficiali della stagione 1997.

## Conference Ouest 1997

### Fase a eliminazione diretta
| 24 maggio 1997 Semifinale | Pionniers de Touraine | 28 – 32 | Firebirds de Nantes |  |

| 25 maggio 1997 Finale 3º - 4º posto | Yankees Angers | 38 – 6 | Pionniers de Touraine |  |

## Statistiche di squadra
| Competizione                | %Vittorie | In casa | In casa | In casa | In casa | In casa | In casa | In trasferta | In trasferta | In trasferta | In trasferta | In trasferta | In trasferta | Totale | Totale | Totale | Totale | Totale | Totale |
| Competizione                | %Vittorie | G       | V       | N       | P       | Pf      | Ps      | G            | V            | N            | P            | Pf           | Ps           | G      | V      | N      | P      | Pf     | Ps     |
| --------------------------- | --------- | ------- | ------- | ------- | ------- | ------- | ------- | ------------ | ------------ | ------------ | ------------ | ------------ | ------------ | ------ | ------ | ------ | ------ | ------ | ------ |
| Fase a eliminazione diretta | .000      | 1       | 0       | 0       | 1       | 28      | 32      | 1            | 0            | 0            | 1            | 6            | 38           | 2      | 0      | 0      | 2      | 34     | 70     |
| Totale                      | .000      | 1       | 0       | 0       | 1       | 28      | 32      | 1            | 0            | 0            | 1            | 6            | 38           | 2      | 0      | 0      | 2      | 34     | 70     |